# Amastus childi
Amastus childi là một loài bướm đêm thuộc phân họ Arctiinae, họ Erebidae.